# حشره‌خوار قفقازی
 حشره‌خوار قفقازی (نام علمی: Sorex satunini) نام یک گونه از سرده حشره‌خوارهای دم‌دراز است.